# Serbische Kronjuwelen

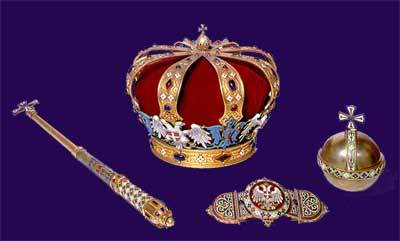
Serbische Kronjuwelen – Karađorđević Krone, königlicher Reichsapfel und königliches Szepter sowie Mantelschnalle

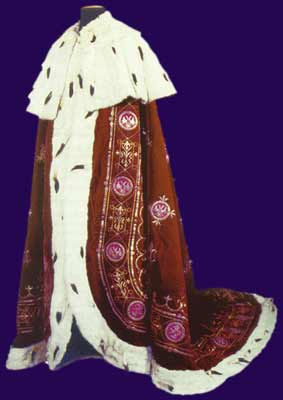
Serbische königliche Mantel

Die serbischen Kronjuwelen waren die Regalien des Königreichs Serbien.

## Geschichte
Die serbischen Regalien des Mittelalters und der Nemanjić-Dynastie (1167 bis 1371) sind verloren. Mit der Eroberung Serbiens durch die Osmanen (Schlacht an der Mariza 1371 und der Schlacht auf dem Amselfeld 1389) endete die serbische Monarchie des Mittelalters unter den Angriffen der Osmanen.
Erst nach den Niederlagen der Osmanen in der Neuzeit gründete sich die serbische Monarchie des Hauses Karađorđević, das in Serbien von 1804 bis 1813, von 1842 bis 1858 und von 1903 bis 1945 in Jugoslawien regierte. Das Königshaus ließ 1904 durch einen Pariser Juwelier neue Regalien anfertigen. Sie befinden sich im historischen Museum Belgrad.

## Beschreibung
Die Krone des Hauses Karađorđević wurde 1904 für die Krönungszeremonie von König Peter I. angefertigt. Die Krone wurde in Paris von den Brüdern Falise gefertigt. Zu den Kronjuwelen gehören:
- die königliche Krone (Karađorđević Krone)
- der königliche Reichsapfel
- das königliche Zepter
- die königliche Mantelschnalle
- der königliche Mantel

## Galerie (Auswahl)

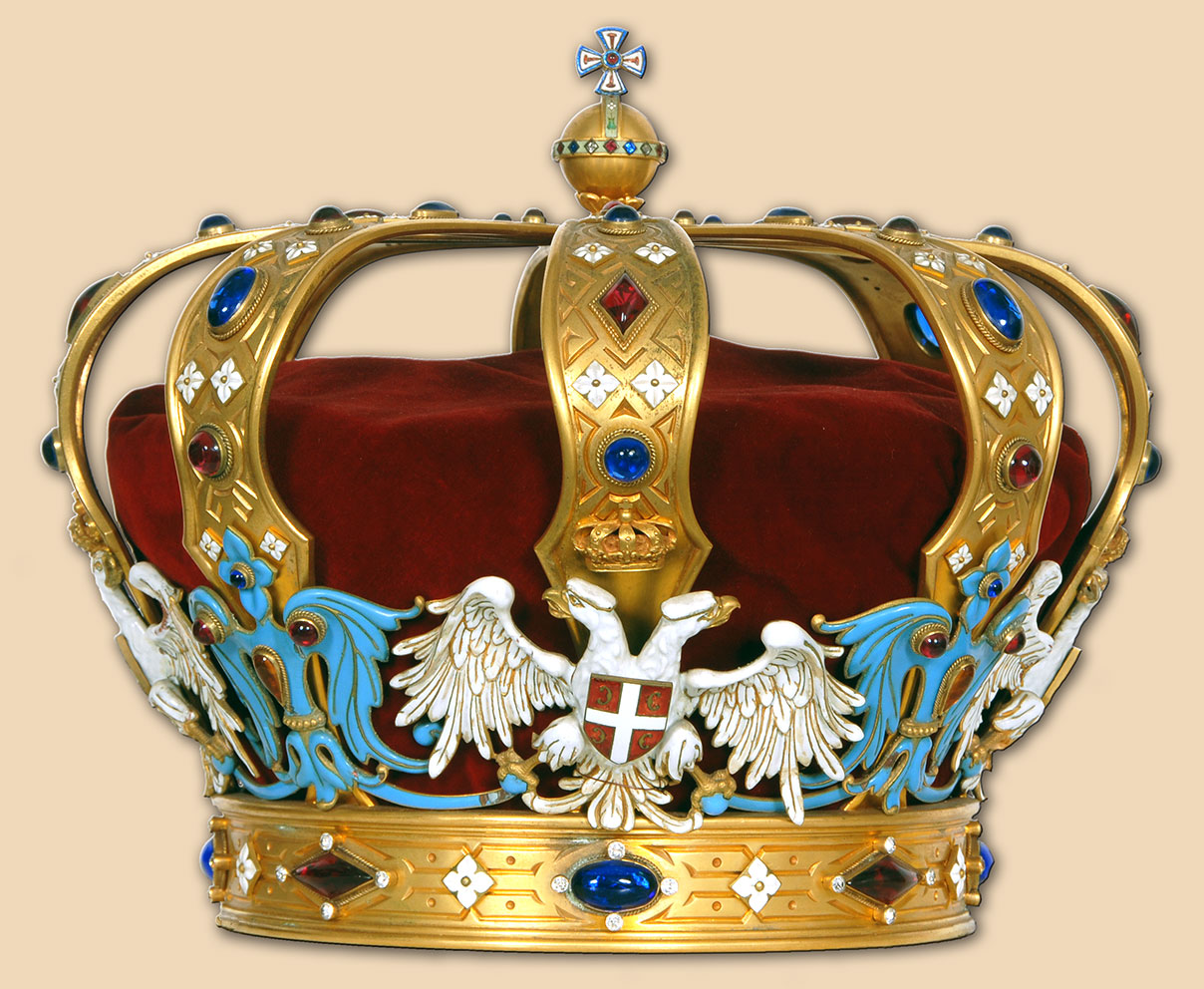
Karađorđević Krone
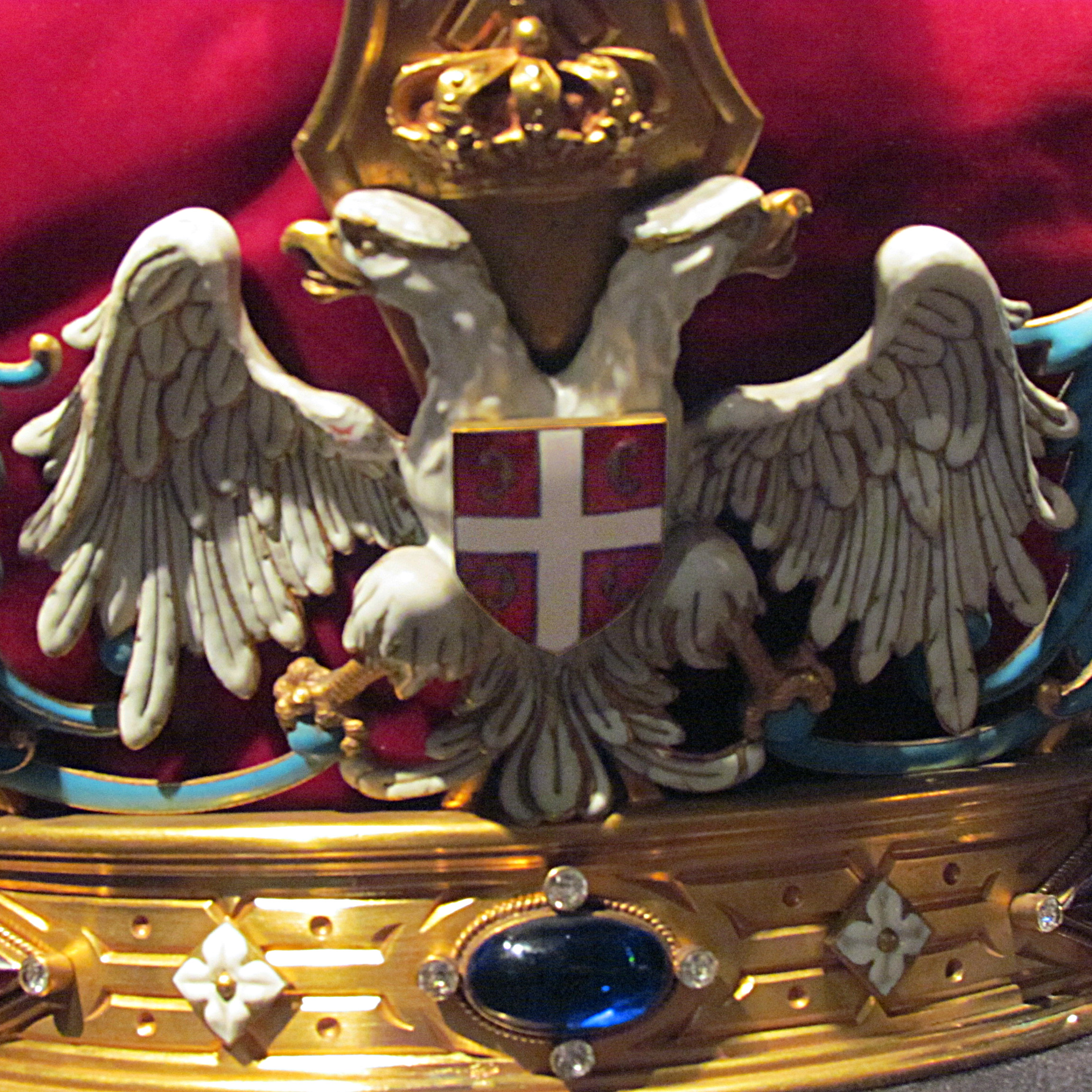
Wappen des Hauses Karađorđević an der Krone
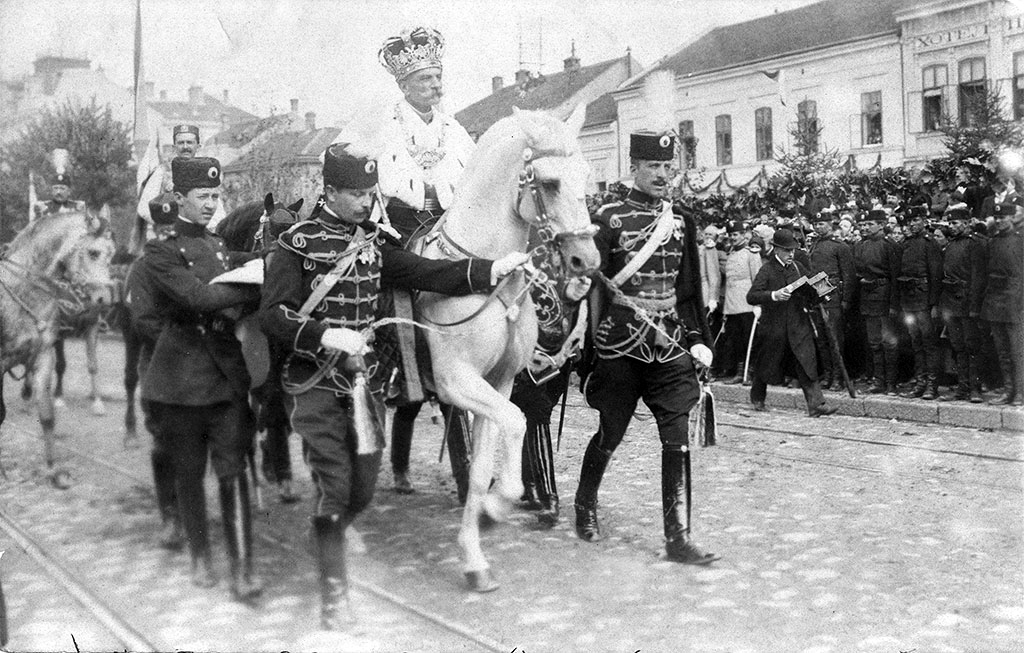
Peter I. nach der Krönung
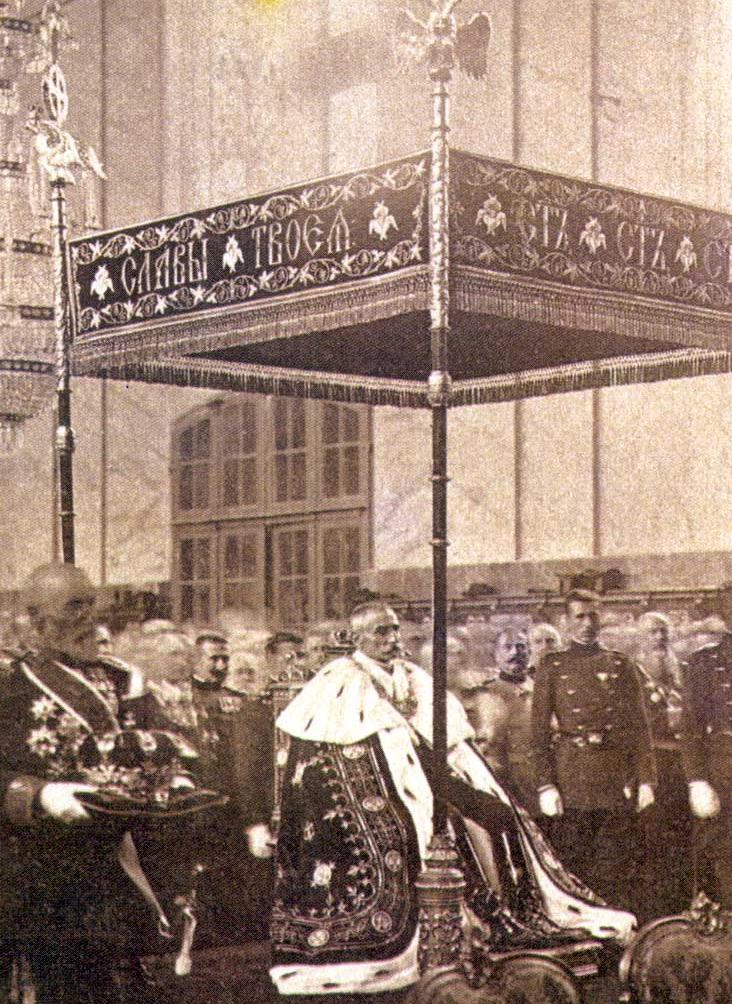
Peter I. Krönung, 1904
Wappen des Königreichs Jugoslawien mit Krone